# S/2003 J 23
القمر S/2003 J 23 هو قمر طبيعي غير نظامي يتحرك بحركة تراجعية تابع لكوكب المشتري.
و ينتمي هذا القمر إلى مجموعة باسيفي المكونة جميعها من أقمار غير نظامية وتتحرك بحركة تراجعية دائرة حول المشتري على مسافة تتراوح بين 22.8 و 24.1 جيجامتر وزاوية ميلان تتراوح تقريباً بين 144.5° و 158.3°.

## اكتشافه
اكتشف هذا القمر فريق من علماء الفلك من جامعة هاواي بقيادة سكوت شيبارد في عام 2004 م عبر صور تم التقاطها في العام 2003 م.

## خصائصه
يدور هذا القمر حول كوكب المشتري على مسافة متوسطة تبلغ 22,740 ميغامتر في 700.538 يوماً، بزاوية ميل يبلغ قدرها 149° في اتجاه (149° من خط الاستواء في المشتري) حسب مسير الشمس مع شذوذ مداري يبلغ قدره 0.3931.
و يبلغ قطر هذا القمر حوالي كيلومترين اثنين.